# Amata silvatica
Amata silvatica är en fjärilsart som beskrevs av Hermann Stauder 1928. Amata silvatica ingår i släktet Amata och familjen björnspinnare. Inga underarter finns listade i Catalogue of Life.